# Брунст Віктор Вікторович
Віктор Вікторович Брунст (1903—1986; за іншими джерелами нар. 1902) — український та американський біолог, морфолог, досліджував явище регенерації у хребетних тварин, доктор біологічних наук (1938). Навчався та працював у Києві, під час німецько-радянської війни емігрував до США, де продовжив дослідження, професор експериментальної біології Університету Меріленду.

## Життєпис
У 1924 році закінчив кафедру зоології Київського університету. Учень академіка І. І. Шмальгаузена. З 1925 року працював у Біологічному інституті ВУАН і згодом в Інституті зоології та біології ВУАН. У 1938 році отримав ступінь доктора біологічних наук. У 1943 році опинився у Німеччині і звідти емігрував у США, де працював у кількох наукових установах, зокрема в Університеті Меріленду.
Опублікував понад 140 наукових праць, здебільшого в еміграції, з них 55 індексовані у Scopus, зокрема публікувався у таких провідних виданнях як «Journal of Experimental Zoology», «Journal of Morphology», «Journal of the National Cancer Institute», «Cancer Research», «Radiation Research», «Journal of Dental Research», «The Quarterly Review of Biology», «The Journal of Laboratory and Clinical Medicine», «Experimental Cell Research», «Hereditas» тощо.
Син агронома Віктора Емільовича Брунста (1864—1932). Дружина — Катерина Олексіївна Брунст-Шереметьєва (1902—1998, США). Дочка — Катерина Вікторівна Магеровська, дружина професора Є. Л. Магеровського, онука Єлизавета.
Похований на цвинтарі Свято-Троїцького монастиря у місті Джорданвіль (штат Нью-Йорк).